# Custódio Pinto
Custódio João Pinto (født 9. februar 1942 i Montijo, Portugal, død 21. februar 2004) var en portugisisk fodboldspiller (midtbane).
Pinto spillede ti sæsoner hos FC Porto og havde efterfølgende ophold hos Vitória Guimarães, Paços Ferreira og Oliveira do Bairro. I Porto var han med til at vinde pokalturneringen Taça de Portugal i 1968.
Pinto spillede mellem 1964 og 1969 13 kampe og scorede ét mål for Portugals landshold. Han var med i truppen, der vandt bronze ved VM i 1966 i England, men kom dog ikke på banen i turneringen.

## Titler
Taça de Portugal
- 1968 med FC Porto